# Allemagne au Concours Eurovision de la chanson 2023
L'Allemagne est l'un des trente-sept pays participant au Concours Eurovision de la chanson 2023, qui se tient du 9 au 13 mai 2023 à Liverpool au Royaume-Uni. Le pays est représenté par le groupe Lord of the Lost avec sa chanson Blood & Glitter. Le pays se classe 26e et dernier avec 18 points lors de la finale.

## Sélection
Le 8 juin 2022, la NDR confirme la participation de l'Allemagne à l'édition 2023 du Concours.

Le 9 novembre même, il est annoncé que sélection de l'artiste allait  s'effectuer au moyen de l'émission Unser Lied für Liverpool. 

### Format
Neuf chansons participent à la sélection, qui se tient en une seule soirée, diffusée sur Das Erste. Les résultats sont déterminés par un jury de professionnels et par les votes du public à parts égales.

Le public peut voter par téléphone et par SMS durant la retransmission, ou bien sur une plateforme Internet gratuite et disponible dans le monde entier, du 24 février au 3 mars 2023 à 22 heures.

### Participants
Les candidats intéressés ont pu envoyer leur candidatures à l'ARD du 9 au 28 novembre 2022. En parallèle, l'ARD a également pu directement entrer en contact avec des artistes et des maisons de disques, à la recherche de participants.

La liste des huit premiers participants est révélée le 27 janvier 2023*.

Un neuvième participant a été choisi parmi six candidats présélectionnés par la NDR au moyen d'un vote sur le réseau social TikTok, entre le 27 janvier et le 3 février 2023. Le gagnant de ce vote est Ikke Hüftgold, avec sa chanson Lied mit gutem Text.
Le groupe Frida Gold se retire de la compétition à quelques heures de la retransmission, pour des raisons de santé de la chanteuse du groupe, Alina Süggeler, qui l'avaient amenée à manquer des répétitions.
- Première place
- Gagnant de la présélection TikTok
- Retrait

| Artiste          | Titre                        | Langue            | Auteur(s)                                                                                       |
| ---------------- | ---------------------------- | ----------------- | ----------------------------------------------------------------------------------------------- |
| Anica Russo      | Once Upon a Dream            | Anglais           | Anica Russo, Rami Jonas Bakieh, Philip Kekura Sesay, Wilma Kaisa Vilhelmiina Virintie           |
| Frida Gold       | Alle Frauen in mir sind müde | Allemand, anglais | Andreas Weizel, Alina Süggeler                                                                  |
| Ikke Hüftgold    | Lied mit gutem Text          | Allemand          | Dominik De León, Florian Apfl, Matthias Distel, Patrick Liegl                                   |
| Lonely Spring    | Misfit                       | Anglais           | Phil Sunday, Julian Mortimer Fuchs, Simon Winston Fuchs, Manuel Schrottenbaum, Matthias Angerer |
| Lord of the Lost | Blood & Glitter              | Anglais           | Chris Harms, Rupert Keplinger, Anthony James Brown, Pi Stoffers                                 |
| Patty Gurdy      | Melodies of Hope             | Anglais           | Johannes Braun, Patricia Büchler                                                                |
| René Miller      | Concrete Heart               | Anglais           | Michael David Needle, René Müller                                                               |
| Trong            | Dare to Be Different         | Anglais           | Elsa Søllesvik, Sasha Rangas, Stefan van Leijsen, Trong Hieu                                    |
| Will Church      | Hold On                      | Anglais           | Eddie Jonsson, Megan Ashworth, Patrick Liegl, Will Church                                       |

1. 1 2  Initialement publiées intégralement en allemand, ces deux chansons comportent également de l'anglais dans les paroles.

### Finale
La sélection est diffusée sur Das Erste le vendredi 3 mars 2023 en direct des studios MMC de Cologne. Le show est présenté par Barbara Schöneberger.
- Première place
- Deuxième place
- Troisième place

| Ordre | Interprète       | Titre                        | Score | Score    | Score | Place |
| Ordre | Interprète       | Titre                        | Jury  | Télévote | Total | Place |
| ----- | ---------------- | ---------------------------- | ----- | -------- | ----- | ----- |
| 1     | Trong            | Dare to Be Different         | 52    | 19       | 71    | 4     |
| 2     | René Miller      | Concrete Heart               | 54    | 8        | 62    | 7     |
| 3     | Anica Russo      | Once Upon a Dream            | 57    | 8        | 65    | 6     |
| 4     | Lonely Spring    | Misfit                       | 40    | 30       | 70    | 5     |
| 5     | Will Church      | Hold On                      | 90    | 21       | 111   | 3     |
| 6     | Patty Gurdy      | Melodies of Hope             | 22    | 34       | 56    | 8     |
| 7     | Ikke Hüftgold    | Lied mit gutem Text          | 10    | 101      | 111   | 2     |
| 8     | Frida Gold       | Alle Frauen in mir sind müde | —     | —        | —     | —     |
| 9     | Lord of the Lost | Blood & Glitter              | 43    | 146      | 189   | 1     |

| Dare to Be Different         | 4  | 12 | 2  | 6  | 8  | 6  | 4  | 10 | 52 |
| Concrete Heart               | 10 | 8  | 4  | 10 | 3  | 8  | 3  | 8  | 54 |
| Once Upon a Dream            | 8  | 4  | 10 | 2  | 10 | 10 | 10 | 3  | 57 |
| Misfit                       | 2  | 6  | 6  | 4  | 6  | 4  | 6  | 6  | 40 |
| Hold On                      | 12 | 10 | 8  | 12 | 12 | 12 | 12 | 12 | 90 |
| Melodies of Hope             | 3  | 1  | 3  | 8  | 2  | 2  | 2  | 1  | 22 |
| Lied mit gutem Text          | 1  | 2  | 1  | 1  | 1  | 1  | 1  | 2  | 10 |
| Alle Frauen in mir sind müde | —  | —  | —  | —  | —  | —  | —  | —  | —  |
| Blood & Glitter              | 6  | 3  | 12 | 3  | 4  | 3  | 8  | 4  | 43 |

La soirée s'achève donc sur la victoire de Lord of the Lost, avec leur chanson Blood & Glitter.

## À l'Eurovision
En tant que membre du Big Five, l'Allemagne est qualifiée d'office pour la finale du 13 mai 2023. Lors de celle-ci, elle termine à la 26e et dernière place avec 18 points.